# US Open 2011 (golf)

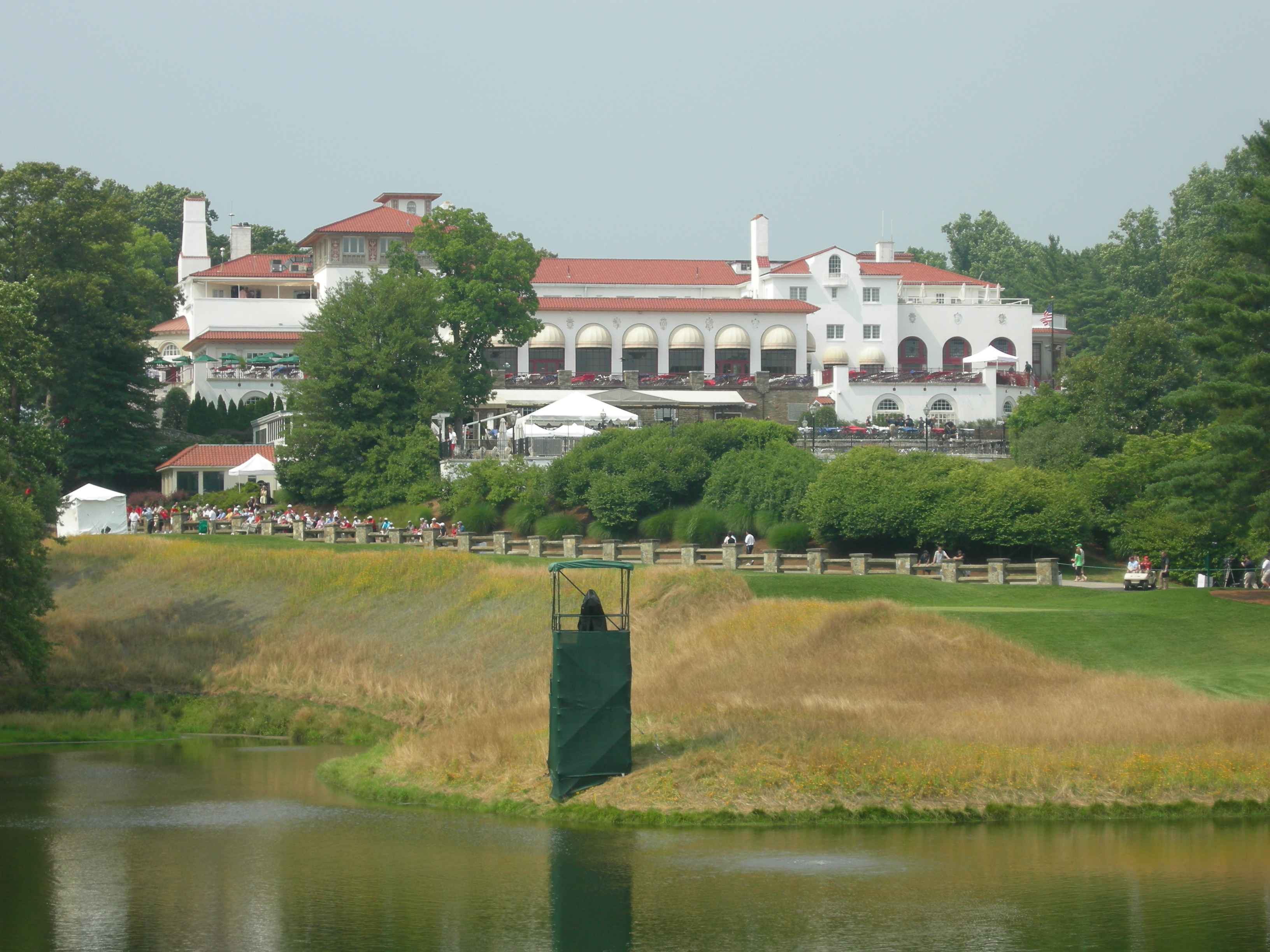
Clubhuis

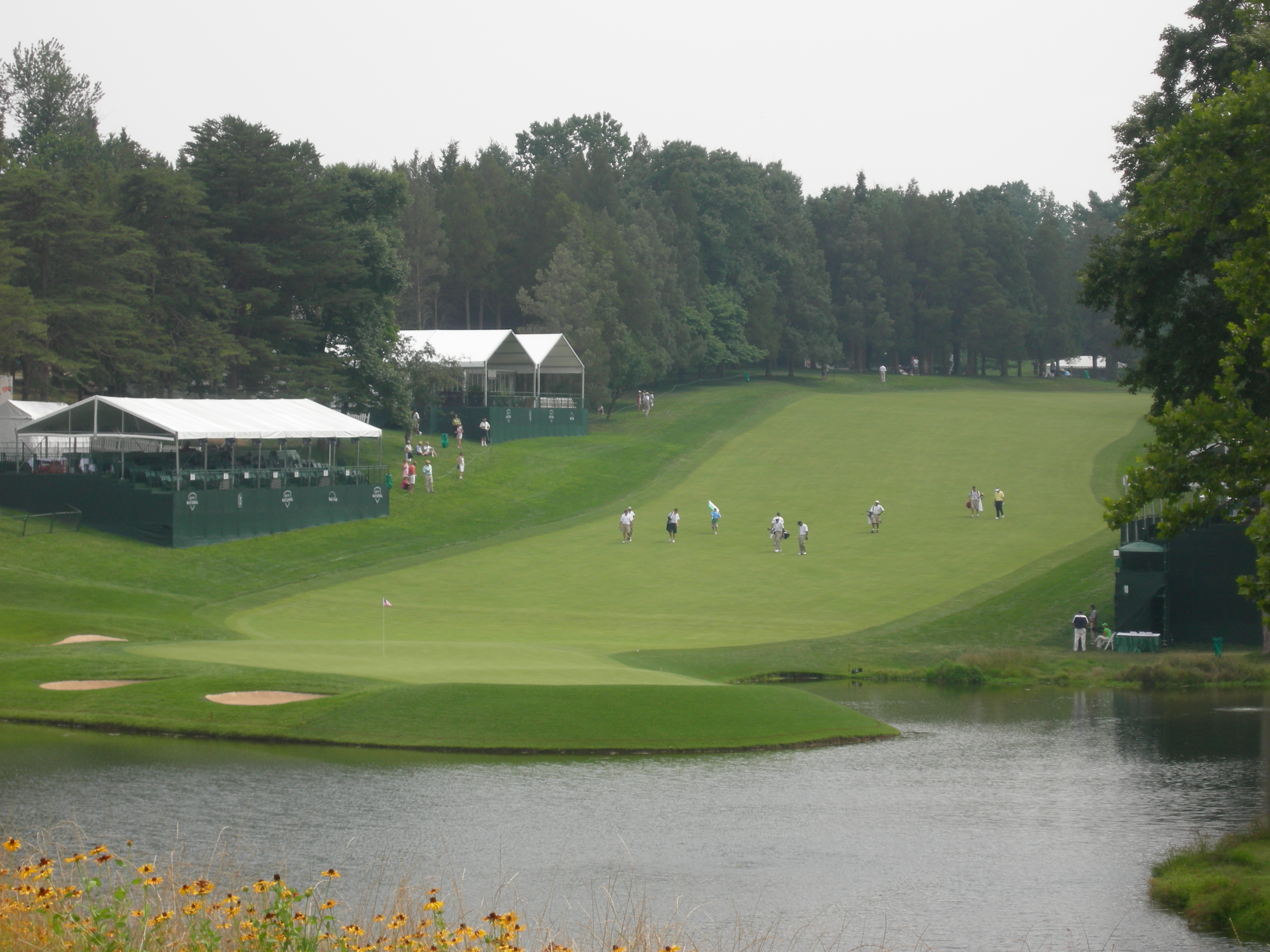
Green 18 van de Blue Course

De 111de editie van het US Open is van 13-19 juni 2011 gespeeld op de Congressional Country Club in Bethesda, Maryland. In 2010 werd het Open gewonnen door Graeme McDowell, de eerste Europeaan die de trofee won sinds Tony Jacklin in 1970.

## De baan
De Congressional Country Club werd in 1924 geopend en is gastheer geweest van een groot aantal beroemde toernooien. Het US Open werd reeds twee keer op deze baan gespeeld. In 1997 won Ernie Els en in 1964 won Ken Venturi, beiden wonnen met vier slagen voorsprong op nummer 2. Verder werd hier in 2007, 2008 en 2009 de AT&T National gespeeld, en van 1980-1986 en in 2005 werd hier ook het Kemper Open gespeeld.
Er zijn twee 18 holesbanen: de Blue Course en de Gold Course. De grote toernooien worden op de Blue Course gespeeld.

## Verslag
Kwalificatie
De Amerikaanse Golffederatie (USGA) heeft voor dit tornooi 8300 inschrijvingen ontvangen van spelers uit alle Amerikaanse Staten en 66 andere landen. Alle inschrijvingen moesten voor het eerst via internet verstuurd worden. Negen voormalige winnaars hoefden zich niet te kwalificeren, net zomin als 65 andere spelers, waaronder de top-50 van de wereldranglijst per 21 mei j.l. en de top 5 uit Europa. Amateurs mogen een handicap hebben van maximaal 1.4.
De voorrondes voor de uiteindelijke kwalificatie bestonden uit een ronde van 18 holes en werden op 111 verschillende banen gespeeld in de week na 6 mei. Veel Amerikanen die nog niet weten of zij geplaatst zijn, spelen de kwalificatie voor de zekerheid. 
Voor het zevende jaar was het ook mogelijk om buiten de Verenigde Staten een kwalificatiepoging te doen en 195 spelers kozen hiervoor. Op 23 mei werd er voor 54 spelers een kwalificatietoernooi gehouden in Japan en op 30 mei voor 141 spelers op Walton Heath. Deze internationale kwalificatie bestaat uit 36 holes.
Ronde 1
De par is 71, er zijn 108 deelnemers.

De eerste twee dagen zijn Luke Donald, Lee Westwood en Martin Kaymer, de nummers 1,2 en 3 van de wereld, samen ingedeeld. Als Westwood deze week wint wordt hij weer nummer 1, als Kaymer wint en Donald niet in de top-15 staat en Westwood niet als 2de eindigt, wordt hij weer nummer 1. Kaymer heeft deze week een nieuwe caddie: Chris Donald, de broer van Luke Donald. Chris heeft een jaar voor Paul Casey gewerkt en zeven jaar voor zijn broer Luke.

Clubhouse leader werd Y E Yang uit Zuid-Korea. Hij bracht een score van −3 binnen. Later werd hij ingehaald soor Rory McIlroy.
Ronde 2
Lafeber en Colsaerts scoorden beiden +3 voor de tweede ronde, te veel om zich voor het weekend te kwalificeren. De 22-jarige Rory McIlroy heeft een mooie score van −5 binnengebracht en zijn voorsprong aanzienlijk vergroot. Zijn totaal van −11 is de laagste score ooit na twee rondes van det US Open. Yang heeft −2 gemaakt en staat nog op de 2e plaats.
De derde plaats wordt gedeeld door vijf spelers: Sergio García, Robert Garrigus, Zach Johnson, Matt Kuchar en Brandt Snedeker.
Ronde 3
Amateurs Brad Benjamin, Patrick Cantlay en Russell Henley hebben zich gekwalificeerd voor het weekend, net als 69 andere spelers. Cantlay staat als een van de twintig spelers zelfs onder par. De leider van het veld Rory McIlroy heeft nu acht slagen voorsprong op nummer 2, Y E Yang. Rory McIlroy's score van −14 na drie rondes is een record bij het US Open.
Ronde 4
De 22-jarige McIlroy maakt een bliksemcarrière. Dit was zijn 90ste toernooi als Europese Tour-speler en nu is hij de jongste winnaar van het US Open sinds de toen 21-jarige Bobby Jones het in 1923 won. Nog maar vier jaar geleden was hij de beste amateur op de WAGR, de beste amateur bij het Brits Open en speelde hij de Walker Cup. Na deze overwinning staat hij in de Top-4 van de wereldranglijst.

Russell Henley eindigde als beste amateur met een score van +4 op de 42ste plaats.
- Leaderboard

| Naam              | Score R1 | Score R1 | Nr   | Score R2 | Score R2 | Totaal | Nr  | Score R3 | Score R3 | Totaal | Nr  | Score R4 | Score R4 | Totaal | Nr  |
| ----------------- | -------- | -------- | ---- | -------- | -------- | ------ | --- | -------- | -------- | ------ | --- | -------- | -------- | ------ | --- |
| Rory McIlroy      | 65       | −6       | 1    | 66       | −5       | −11    | 1   | 68       | −3       | −14    | 1   | 69       | −2       | −16    | 1   |
| Jason Day         | 71       | par      | T17  | 72       | +1       | +1     | T25 | 65       | −6       | −5     | T3  | 68       | −3       | −8     | 2   |
| Y E Yang          | 68       | −3       | T2   | 69       | −2       | −5     | 2   | 70       | −1       | −6     | 2   | 71       | par      | −6     | T3  |
| Robert Garrigus   | 70       | −1       | T10  | 70       | −1       | −2     | T3  | 68       | −3       | −5     | T3  | 70       | −1       | −6     | T3  |
| Lee Westwood      | 75       | +4       | T84  | 68       | −3       | +1     | T25 | 65       | −6       | −5     | T3  | 70       | −1       | −6     | T3  |
| Sergio García     | 69       | −2       | T4   | 71       | par      | −2     | T3  | 69       | −2       | −4     | T6  | 70       | −1       | −5     | T7  |
| Brandt Snedeker   | 70       | −1       | T10  | 70       | −1       | −2     | T3  | 72       | +1       | −1     | T15 | 69       | −2       | −3     | T11 |
| Charl Schwartzel  | 68       | −3       | T2   | 74       | +3       | par    | T15 | 72       | +1       | +1     | T27 | 66       | −5       | −4     | T9  |
| Patrick Cantlay   | 75       | +4       | T84  | 67       | −4       | par    | T15 | 70       | −1       | −1     | T15 | 72       | +1       | par    | T21 |
| Martin Kaymer     | 74       | +3       | T62  | 70       | −1       | +2     | T33 | 72       | +1       | +3     | T36 | 71       | par      | +3     | T39 |
| Luke Donald       | 74       | +3       | T62  | 72       | +1       | +4     | T57 | 74       | +3       | +7     | T57 | 69       | −2       | +5     | T46 |
| Nicolas Colsaerts | 76       | +5       | T111 | 74       | +3       | +8     | MC  |          |          |        |     |          |          |        |     |
| Maarten Lafeber   | 79       | +8       | T145 | 74       | +3       | +11    | MC  |          |          |        |     |          |          |        |     |

## De spelers
| Top 50 van de OWGR op 21 mei - Robert Allenby - Aaron Baddeley - Jonathan Byrd - Paul Casey - K.J. Choi - Ben Crane - Jason Day - Luke Donald - Ernie Els (1994, 1997) - Rickie Fowler - Jim Furyk (2003) - Retief Goosen ('01, '04) - Bill Haas - Anders Hansen - Peter Hanson - Pádraig Harrington - Ryo Ishikawa - Miguel Ángel Jiménez - Dustin Johnson - Zach Johnson - Robert Karlsson - Martin Kaymer - Kyung-tae Kim - Matt Kuchar - Martin Laird - Hunter Mahan - Matteo Manassero - Graeme McDowell (2010) - Rory McIlroy - Phil Mickelson - Edoardo Molinari - Francesco Molinari - Ryan Moore - Geoff Ogilvy (2006) - Louis Oosthuizen - Ian Poulter - Alvaro Quiros - Justin Rose - Rory Sabbatini - Charl Schwartzel - Adam Scott - Brandt Snedeker - Steve Stricker - David Toms - Bo Van Pelt - Nick Watney - Bubba Watson - Lee Westwood - Y E Yang - OWGR 21 mei 2011 Voormalige winnaars - Ángel Cabrera (2007) - Michael Campbell (2005) - Lucas Glover (2009) | Kwalificatie - Brad Adamonis - Sang-moon Bae - Briny Baird - Scott Barr - Bennett Blakeman - Zack Byrd - Ángel Cabrera - Chad Campbell - William (Bud) Cauley - Alex Cejka - Greg Chalmers - Kevin Chappell - Stewart Cink - Nicolas Colsaerts - Christopher DeForest - Bubba Dickerson - Robert Dinwiddie - Jason Dufner - Johan Edfors - Matthew Edwards - John Ellis - Harrison Frazar - Hiroyuki Fujita - Stephen Gallacher - Sergio García - Robert Garrigus - Brian Gay - Elliot Gealy - Lucas Glover - Andres Gonzales - Retief Goosen - Christo Greyling - Bill Haas - Adam Hadwin - Todd Hamilton - Peter Hanson - Andreas Hartø - Grégory Havret - Wes Heffernan - Scott Hend - J.J. Henry - Justin Hicks - Charley Hoffman - David Howell - Jesse Hutchins - Trevor Immelman - Ryo Ishikawa - Fredrik Jacobson | - Brandt Jobe - Sunghoon Kang - Anthony Kim - Dae-Hyun Kim - Do-hoon Kim - Kyung-Tae Kim - Kenichi Kuboya - Maarten Lafeber - Joey Lamielle - Marc Leishman - Thomas Levet - Brian Locke - Adam Long - Davis Love III - Shane Lowry - David May - Jon Mills - Kevin Na - Ryan Nelson - Seung-yul Noh - Alexander Norén - Nick O'Hern - Jeff Overton - Ryan Palmer - Tim Petrovic - Scott Piercy - D.A. Points - Michael Putnam - Chez Reavie - Matthew Richardson - Alexandre Rocha - Robert Rock - Sam Saunders (zoon v Nicklaus) - John Senden - Marcel Siem - Webb Simpson - Geoffrey Sisk - Heath Slocum - Michael Smith - Henrik Stenson - Kevin Streelman - Kirk Triplett - Ty Tryon - Marc Turnesa - Camilo Villegas - Michael Whitehead - Will Wilcox - Chris Wilson - Mark Wilson - Gary Woodland |

| Amateurs - Patrick Cantlay, WAGR 1 - Peter Uihlein WAGR 2, US Amateur - David Chung WAGR 4, finalist US Amateur - Russell Henley WAGR 13 - Cheng-Tsung Pan AWGR 19 - Chris Williams WAGR 36 | - Scott Pinckney WAGR 58 - Beau Hossler WAGR 180 - Brad Benjamin, WAGR 181, N.East Amateur - Brett Patterson WAGR 302 - Michael Barbosa WAGR 2010 - Steve Irwin WAGR 2667 |

Op maandag 30 mei was de internationale kwalificatie op Walton Heath. Er werden 36 holes gespeeld. Nicolas Colsaerts won met −9, Maarten Lafeber deelde met −8 de tweede plaats met Shane Lowry.
Patrick Cantlay is op dit moment de beste amateur op de World Amateur Golf Ranking (WAGR). Hij studeert op UCLA.

Beau Hossler uit Rancho Santa Margarita is de jongste deelnemer. Hij is 16 jaar, Hij staat nummer 180 op de WAGR.

Tiger Woods doet niet mee, hij heeft een knieblessure en heeft zich teruggetrokken.

Tim Clark heeft zich teruggetrokken, hij heeft een elleboogblessure.
1895 ·
1896 ·
1897 ·
1898 ·
1899 ·
1900 ·
1901 ·
1902 ·
1903 ·
1904 ·
1905 ·
1906 ·
1907 ·
1908 ·
1909 ·
1910 ·
1911 ·
1912 ·
1913 ·
1914 ·
1915 ·
1916 ·
1917 · 
1918 · 
1919 ·
1920 ·
1921 ·
1922 ·
1923 ·
1924 ·
1925 ·
1926 ·
1927 ·
1928 ·
1929 ·
1930 ·
1931 ·
1932 ·
1933 ·
1934 ·
1935 ·
1936 ·
1937 ·
1938 ·
1939 ·
1940 ·
1941 ·
1942 ·
1943 · 
1944 ·
1945 ·
1946 ·
1947 ·
1948 ·
1949 ·
1950 ·
1951 ·
1952 ·
1953 ·
1954 ·
1955 ·
1956 ·
1957 ·
1958 ·
1959 ·
1960 ·
1961 ·
1962 ·
1963 ·
1964 ·
1965 ·
1966 ·
1967 ·
1968 ·
1969 ·
1970 ·
1971 ·
1972 ·
1973 ·
1974 ·
1975 ·
1976 ·
1977 ·
1978 ·
1979 ·
1980 ·
1981 ·
1982 ·
1983 ·
1984 ·
1985 ·
1986 ·
1987 ·
1988 ·
1989 ·
1990 ·
1991 ·
1992 ·
1993 ·
1994 ·
1995 ·
1996 ·
1997 ·
1998 ·
1999 ·
2000 ·
2001 ·
2002 ·
2003 ·
2004 ·
2005 ·
2006 ·
2007 ·
2008 ·
2009 ·
2010 ·
2011 ·
2012 ·
2013 ·
2014 ·
2015 ·
2016 ·
2017 ·
2018 ·
2019 ·
2020 ·
2021